# Alain Paco
Pour les articles homonymes, voir Paco.
Pas d'image ? Cliquez ici

a Compétitions nationales et continentales officielles uniquement.

b Matchs officiels uniquement.
Alain Paco, né le 1er mai 1952 à Béziers (France), est un joueur international français de rugby à XV qui a joué à l'AS Béziers évoluant principalement au poste de talonneur. Après sa carrière de joueur, il embrasse celle d'entraîneur.

## Biographie
Trapu, rapide et adroit, Alain Paco a occupé le poste de talonneur durant la période glorieuse du club de l'AS Béziers, poste auquel il succéde à André Lubrano à la saison 1973-1974. Le club sut parfaitement gérer au mieux toutes les qualités d'un tel joueur, grâce notamment à l'entraîneur Raoul Barrière car après l'avoir formé comme trois-quarts, il fut  tour à tour aussi employé comme pilier, flanker, ouvreur,.. et même arrière ou centre, avant de se fixer définitivement au talonnage. Particulièrement précis dans son geste, Alain Paco était également un joueur toujours d'une parfaite correction sur un terrain.
Il est sélectionné à 35 reprises en équipe de France de 1974 à 1980, a remporté le Grand Chelem en 1977, et six Boucliers de Brennus ainsi que deux Du-Manoir dans les années 1970 et 1980 à leur début. Il a en outre participé aux tournées de l'équipe de France en Argentine en 1974 et aux États-Unis en 1976. Il est ainsi troisième du classement de l'Oscar du Midi olympique deux années d'affilée en 1977 et 1978.
Le 1er mai 1980, il participe au premier match des Barbarians français contre l'Écosse à Agen. Les Baa-Baas l'emportent 26 à 22.
Il est entraîneur du MUC rugby en 1983 et sous ses ordres le club accède à la nationale B en 1985. À la suite de la fusion avec le stade montpelliérain, il devient le premier entraîneur du Montpellier rugby club, Yvan Buonomo lui succédant en 1987. En 1997, il rejoint le rugby olympique agathois et lui permet d’accéder en fédérale 2 puis l’année suivante devient manager général de l'AS Béziers. 
Il entraîne les Barbarians français en 1999, le Biarritz pendant une saison au début des années 2000 et il part l'année suivante entraîner Saint-Nazaire.
Son palmarès avec l'AS Béziers  le seul club où il a évolué dés l'école du rugby :
Champion de France 1972(ne joue pas la finale), 1974, 1975, 1977, 1978, 1980, 1981 (finaliste en 1976)
Vainqueur du Challenge Yves du Manoir 1972 (ne joue pas la finale), 1975 et 1977 (finaliste en 1973, 1978, 1980(ne joue pas la finale), 1981)
Vainqueur du Bouclier d'Automne 1974, 1976, 1977, 1980 (finaliste en 1972, 1975, 1981)